# コンタクトスポーツ
コンタクトスポーツ（英: Contact sport）とは、スポーツ全般において、競技者間の接触の度合いを段階付ける際に用いられる表現。

## 段階
コンタクトスポーツは接触の度合いにより段階分けされる。医療上、対象者の身体条件がそのコンタクトスポーツの段階に対応できるかの診断時にも用いられる。コンタクトスポーツではプレー中に歯を傷めるケースが多く、なかでもフルコンタクトの競技ではマウスガードの装着が義務付けられることが多い。

### フルコンタクト
力を抑制せず相手に直接接触する形式の競技。 
例） ラグビー、7人制ラグビー、アメリカンフットボール、オーストラリアンフットボール、アイスホッケー（男子）、ラクロス、レスリング、水球、ハンドボール、ムエタイ、プロテコンドー、ボクシング、ローラーダービー、相撲、柔道、アーマードバトル、フルコンタクト空手、フロアボール 等

### セミコンタクト
力を抑制した上で、相手に直接接触する競技。 
例） アマチュアムエタイ、カンフー
、剣道、防具付き空手 等

### リミテッドコンタクト
相手選手と接触することもあるが、基本的には距離を置く競技。
例）接触行為は禁止されているが、不可抗力などで敵味方が接触する可能性がある競技。サッカー、アイスホッケー（女子）、野球、クリケット、ソフトボール、バスケットボール、ホッケー、アルティメット、ネットボール、マス・ボクシング、WKFルールの空手 等

### ノンコンタクト
相手選手と接触しない競技。
例）敵味方でコートやコースが分けられている競技（テニス、バレーボール、水泳など）、交互に競技するもの（ダーツのクリケット、カーリング、チェスなど）、コンペティティブ・ペーシェンスとして一人やチーム単独で競技し、スコアで比較するもの(ゴルフ、ボウリング、ダーツの01ゲーム、チアリーディング、体操など）